# برايان توريالبا
برايان توريالبا (بالإسبانية: Brian Torrealba)‏ هو مدرب كرة قدم ولاعب كرة قدم تشيلي في مركز الدفاع، ولد في 14 يوليو 1997 في رانكاغوا في تشيلي. لعب مع نادي أوهيجينس.

## وصلات خارجية
- برايان توريالبا على موقع قاعدة بيانات كرة القدم.إي يو (الإنجليزية)
- برايان توريالبا على موقع Soccerway.com (الإنجليزية)